# Courtney Atkinson
Pour les articles homonymes, voir Atkinson.
Courtney Atkinson né le 15 août 1979 à Mackay, en Australie est un triathlète professionnel, champion d'Océanie de cross triathlon et vainqueur sur Ironman 70.3.

## Biographie
Courtney Atkinson remporte dans sa jeunesse quatre championnats juniors d'Australie de triathlon consécutifs, de 1996 à 1999, ainsi que le championnat du monde juniors 1999. En 2002, 2003 et 2004, il est nommé triathlète australien de l'année.
En 2009, il remporte deux étapes de la Coupe du monde de triathlon à Mooloolaba et Ishigaki, compétitions faisant partie du circuit international de la Fédération internationale de triathlon (IUT).
Courtney Atkinson est membre de l'équipe olympique de triathlon d'Australie en 2008 et 2012. Il prend la 11e place lors des Jeux olympiques d'été de 2008 à Beijing .Il est qualifié de nouveau pour l’épreuve des Jeux olympiques d'été de 2012 à Londres où il se classe 18e. Il annonce en janvier 2015 qu'il vise une nouvelle qualification pour les Jeux de Rio de Janeiro en 2016. Sa meilleure place aux championnats du monde est 7e en 2009, pour trois places dans les dix premiers (9e en 2003 et 10e en 2010).
À partir de 2013, il s'engage sur longue distance et remporte son premier succès sur Ironman 70.3 à Cairns dans son pays natal.
Courtney Atkinson est marié et vit avec sa femme et sa fille à Gold Coast.

## Palmarès
Le tableau présente les résultats les plus significatifs (podium) obtenus sur le circuit international de triathlon depuis en 2000,.
| Année | Compétition                                        | Pays         | Position          | Temps           |
| ----- | -------------------------------------------------- | ------------ | ----------------- | --------------- |
| 2015  | Championnats d'Océanie de cross triathlon          | Australie    | Médaille d'or     | 2 h 12 min 8 s  |
| 2014  | Ironman 70.3 Corée du Sud                          | Corée du Sud | Médaille d'or     | 3 h 47 min 15 s |
| 2014  | Ironman 70.3 Sunshine Coast                        | Australie    | Médaille d'or     | 3 h 45 min 36 s |
| 2014  | Coupe d'Asie - l'étape de Singapour                | Singapour    | Médaille d'or     | 1 h 48 min 52 s |
| 2013  | Ironman 70.3 Philippines                           | Philippines  | Médaille d'or     | 3 h 58 min 7 s  |
| 2013  | Ironman 70.3 Cairns                                | Australie    | Médaille d'or     | 3 h 56 min 34 s |
| 2013  | Samui Triathlon                                    | Thaïlande    | Médaille d'or     | 6 h 0 min 18 s  |
| 2010  | WTS Madrid                                         | Espagne      | Médaille d'argent | 1 h 52 min 51 s |
| 2010  | WTS Séoul                                          | Corée du Sud | Médaille d'argent | 1 h 51 min 50 s |
| 2010  | Triathlon de Londres                               | Royaume-Uni  | Médaille d'or     | 1 h 49 min 3 s  |
| 2009  | WTS Madrid                                         | Espagne      | Médaille d'argent | 1 h 52 min 14 s |
| 2009  | Coupe du monde - l'étape de Ishigaki               | Japon        | Médaille d'or     | 1 h 48 min 24 s |
| 2009  | Coupe du monde - l'étape de Mooloolaba             | Australie    | Médaille d'or     | 1 h 52 min 5 s  |
| 2009  | Coupe d'Océanie - l'étape de Perth                 | Australie    | Médaille d'or     | 1 h 46 min 17 s |
| 2009  | Championnats du monde de triathlon en relais mixte | États-Unis   | Médaille d'argent | 1 h 21 min 4 s  |
| 2008  | Coupe d'Asie - l'étape de Singapour                | Singapour    | Médaille d'or     | 1 h 54 min 31 s |
| 2007  | Coupe d'Asie - l'étape de Singapour                | Singapour    | Médaille d'or     | 1 h 50 min 16 s |
| 2007  | Coupe du monde - l'étape de Ishigaki               | Japon        | Médaille d'or     | 1 h 53 min 27 s |
| 2007  | Championnat d'Océanie                              | Australie    | Médaille d'argent | 1 h 52 min 23 s |
| 2006  | Coupe d'Asie - l'étape de Singapour                | Singapour    | Médaille d'or     | 1 h 48 min 3 s  |
| 2005  | Coupe du monde - l'étape de Ishigaki               | Japon        | Médaille d'or     | 1 h 47 min 8 s  |
| 2003  | Coupe du monde - l'étape de Makuhari               | Japon        | Médaille d'or     | 1 h 47 min 17 s |
| 2003  | Coupe d'Asie - l'étape de Miyagi                   | Japon        | Médaille d'or     | 1 h 52 min 2 s  |
| 2002  | Coupe d'Asie - l'étape de Tokyo                    | Japon        | Médaille d'or     | 1 h 50 min 39 s |
| 2001  | Coupe d'Asie - l'étape de Murakami                 | Japon        | Médaille d'or     | 0 h 55 min 34 s |
| 2000  | Coupe du monde - l'étape de Ishigaki               | Japon        | Médaille d'or     | 1 h 48 min 6 s  |